# Grand Prix automobile d'Italie 1992
GP précédent GP suivant
Le Grand Prix automobile d'Italie 1992 (Pioneer 63° Gran Premio d'Italia) disputé sur le circuit de Monza, en Italie, le 13 septembre 1992, est la quarante-deuxième édition du Grand Prix, la 529e épreuve de l'histoire du championnat du monde de Formule 1 courue depuis 1950 et la treizième manche du championnat 1992.

## Classement
| Pos. | No | Pilote               | Écurie               | Tours | Temps/Abandon                      | Grille | Points |
| ---- | -- | -------------------- | -------------------- | ----- | ---------------------------------- | ------ | ------ |
| 1    | 1  | Ayrton Senna         | McLaren-Honda        | 53    | 1 h 18 min 15 s 349 (235,689 km/h) | 2      | 10     |
| 2    | 20 | Martin Brundle       | Benetton-Ford        | 53    | + 17 s 050                         | 9      | 6      |
| 3    | 19 | Michael Schumacher   | Benetton-Ford        | 53    | + 24 s 373                         | 6      | 4      |
| 4    | 2  | Gerhard Berger       | McLaren-Honda        | 53    | + 1 min 25 s 490                   | 5      | 3      |
| 5    | 6  | Riccardo Patrese     | Williams-Renault     | 53    | + 1 min 33 s 158                   | 4      | 2      |
| 6    | 4  | Andrea De Cesaris    | Tyrrell-Ilmor        | 52    | + 1 tour                           | 21     | 1      |
| 7    | 9  | Michele Alboreto     | Footwork-Mugen-Honda | 52    | + 1 tour                           | 16     |        |
| 8    | 22 | Pierluigi Martini    | BMS Dallara-Ferrari  | 52    | + 1 tour                           | 22     |        |
| 9    | 30 | Ukyo Katayama        | Venturi-Lamborghini  | 50    | Transmission                       | 23     |        |
| 10   | 16 | Karl Wendlinger      | March-Ilmor          | 50    | + 3 tours                          | 17     |        |
| 11   | 21 | Jyrki Järvilehto     | BMS Dallara-Ferrari  | 47    | Panne électrique                   | 14     |        |
| Abd. | 33 | Mauricio Gugelmin    | Jordan-Yamaha        | 46    | Transmission                       | 26     |        |
| Abd. | 5  | Nigel Mansell        | Williams-Renault     | 41    | Boîte de vitesses                  | 1      |        |
| Abd. | 25 | Thierry Boutsen      | Ligier-Renault       | 41    | Panne électrique                   | 8      |        |
| Abd. | 26 | Érik Comas           | Ligier-Renault       | 35    | Accident                           | 15     |        |
| Abd. | 15 | Gabriele Tarquini    | Fondmetal-Ford       | 30    | Boîte de vitesses                  | 20     |        |
| Abd. | 3  | Olivier Grouillard   | Tyrrell-Ilmor        | 26    | Moteur                             | 18     |        |
| Abd. | 12 | Johnny Herbert       | Lotus-Ford           | 18    | Moteur                             | 13     |        |
| Abd. | 17 | Emanuele Naspetti    | March-Ilmor          | 17    | Accident                           | 24     |        |
| Abd. | 27 | Jean Alesi           | Ferrari              | 12    | Pression d'essence                 | 3      |        |
| Abd. | 28 | Ivan Capelli         | Ferrari              | 12    | Sortie de piste                    | 7      |        |
| Abd. | 24 | Gianni Morbidelli    | Minardi-Lamborghini  | 12    | Moteur                             | 12     |        |
| Abd. | 29 | Bertrand Gachot      | Venturi-Lamborghini  | 11    | Moteur                             | 10     |        |
| Abd. | 11 | Mika Häkkinen        | Lotus-Ford           | 5     | Panne électrique                   | 11     |        |
| Abd. | 10 | Aguri Suzuki         | Footwork-Mugen-Honda | 2     | Crevaison                          | 19     |        |
| Abd. | 14 | Eric van de Poele    | Fondmetal-Ford       | 0     | Embrayage                          | 25     |        |
| Nq.  | 23 | Christian Fittipaldi | Minardi-Lamborghini  |       | Non qualifié                       |        |        |
| Nq.  | 32 | Stefano Modena       | Jordan-Yamaha        |       | Non qualifié                       |        |        |

## Pole position et record du tour
- Pole position : Nigel Mansell en 1 min 22 s 221 (vitesse moyenne : 253,950 km/h).
- Meilleur tour en course : Nigel Mansell en 1 min 26 s 119 au 39e tour (vitesse moyenne : 242,455 km/h).

## Tours en tête
- Nigel Mansell : 19 (1-19)
- Riccardo Patrese : 28 (20-47)
- Ayrton Senna : 6 (48-53)

## Statistiques
- 36e victoire pour Ayrton Senna.
- 98e victoire pour McLaren en tant que constructeur.
- 70e victoire pour Honda en tant que motoriste.
- Dernier Grand Prix de l'écurie italienne Fondmetal.
- Andrea Moda est exclue du championnat du monde par la FIA pour atteinte à l'image de la Formule 1.
- Ultime Grand Prix pour Eric van de Poele qui se reconvertit dans l'endurance.
- Nigel Mansell annonce son départ pour le championnat CART en 1993.